# Atomosia venustula
Atomosia venustula là một loài ruồi trong họ Asilidae. Atomosia venustula được Lynch & Arribálzaga miêu tả năm 1880. Loài này phân bố ở vùng Tân nhiệt đới.